# María Luisa Alcalá
María Luisa Alcalá (sinh 26 tháng 3 năm 1943 – mất ngày 21 tháng 2 năm 2016), còn được biết đến dưới tên Ma. Luisa Alcalá, là diễn viên, đạo diễn người Mexico.
Bà trở nên nổi tiếng nhờ đóng nhân vật Malicha trong phim El Chavo del Ocho. Nhân vật này nổi lên vào năm 1974 như là sự thay thế cho nhân vật La Chilindrina do María Antonieta de las Nief thủ vai. María tiếp tục sự nghiệp thành công của mình khi làm diễn viên hài tham gia vào các chương trình như El Chapulín Colorado, Cachún cachún ra ra! và Dr. Cándido Pérez.
Alcalá có những thước quay xuất sắc trong các bộ phim truyền hình như Esmeralda, La usurpadora và El privilegio de amar. Bà là người dẫn chương trình hai đài truyền hình ở Mexico, làm việc trong Radio Hit Mix với "Mix Story of Grandma". Trong trang web DementeRadio.com bà tham gia sản xuất các chương trình do nhà làm phim Juan Carlos Aguilar điều hành. Họ phỏng vấn các nhân vật nổi tiếng như Eugenia León, Julio Vega, Lady Sensation, Beatriz Moreno, Gabriela Fernández, Evangelina Martínez, Ernesto Gómez Cruz, Polo Ortín, v.v....
Alcalá đạo diễn bộ phim Investigador privado... muy privado, Violación và La Alacrana. Bà nổi tiếng nhờ các vai diễn Socorrito trong Esmeralda; Filomena trong La usurpadora và Malicha trong El Chavo. Bà đóng vai nhân vật cô hầu gái trong sitcom Dr. Cándido Pérez.
Alcalá mất ngày 21 tháng 2 năm 2016, thọ 72 tuổi.

## Các bộ phim
- La rosa de Guadalupe - Nicanora
- Bajo el mismo techo - Quesadillera
- La madrastra - Fanny
- Amy, la niña de la mochila azul - Virginia Salazar
- El privilegio de amar - Remedios López
- La usurpadora - Filomena
- Esmeralda - Doña Socorro "Socorrito"
- Dr. Cándido Pérez - Claudia
- El Chavo del Ocho - Malicha